# Canal de Berdún (municipio)
Canal de Berdún (en aragonés A Canal de Berdún) es un municipio español, con capital en Berdún, del partido judicial de Jaca, provincia de Huesca. Pertenece a la comarca de la Jacetania, en la comunidad autónoma de Aragón.

## Geografía
Se ubica en la depresión orográfica de la Canal de Berdún que es recorrida por el río Aragón de este a oeste. El río Veral, afluente del Aragón, discurre de norte a sur al igual que el río Majones, afluente del Veral.
Pertenecen a su término los núcleos de población de:
- Berdún (la capital del municipio)
- Biniés
- Majones
- Martés
- Villarreal de la Canal

Además del despoblado de Huértalo.
Su término municipal linda por el norte con los de Fago y Ansó, por el este con el de Puente la Reina de Jaca y Bailo, por el sur con el de Longás, en la provincia de Zaragoza, y por el oeste con los de Bagüés, Mianos, Sigüés y Salvatierra de Esca.
Parte de su término municipal está ocupado por el parque natural de los Valles Occidentales y el paisaje protegido de las Fozes de Fago y Biniés.

## Patrimonio
- Castillo de Biniés de finales del siglo XIV.

## Demografía
Canal de Berdún cuenta con una población de 330 habitantes (INE 2024).
| Gráfica de evolución demográfica de Canal de Berdún entre 1970 y 2021 |
| |
| Población de derecho según los censos de población del INE Población de hecho según los censos de población del INEEntre el censo de 1970 y el anterior, aparece este municipio porque se fusionan los municipios Berdún, Binies, Martés y Villareal de la Canal |

### Núcleos de población
Desglose de población según el Padrón Continuo por Unidad Poblacional del INE.
| Núcleos                | Habitantes (2021) |
| ---------------------- | ----------------- |
| Berdún                 | 218               |
| Biniés                 | 38                |
| Majones                | 14                |
| Martés                 | 31                |
| Villarreal de la Canal | 47                |

Además el término municipal incluye el despoblado de Huértalo.

## Administración y política
| Período   | Alcalde                      | Partido |  |
| --------- | ---------------------------- | ------- |  |
| 1979-1983 | Manuel Torralba Ortiz        | UCD     |  |
| 1983-1987 | [cita requerida]             | PSOE    |  |
| 1987-1991 | [cita requerida]             | PAR     |  |
| 1991-1995 | [cita requerida]             | PAR     |  |
| 1995-1999 | [cita requerida]             | PAR     |  |
| 1999-2003 | [cita requerida]             | PAR     |  |
| 2003-2007 | [cita requerida]             | PAR     |  |
| 2007-2011 | [cita requerida]             | PAR     |  |
| 2011-2015 | Miguel Antonio Lanau Lardiés | PSOE    |  |
| 2015-2019 | Francis Javier Pérez Franco  | PSOE    |  |
| 2019-2023 | Francis Javier Pérez Franco  | PSOE    |  |

| Partido político    | Partido político                                   | 2003   | 2007   | 2011   | 2015   | 2019   |
| Partido político    | Partido político                                   | Ediles | Ediles | Ediles | Ediles | Ediles |
|                     | Partido de los Socialistas de Aragón (PSOE-Aragón) | 2      | 3      | 3      | 5      | 5      |
|                     | Partido Popular de Aragón (PP)                     | —      | —      | 1      | 2      | 2      |
|                     | Partido Aragonés (PAR)                             | 4      | 4      | 3      | —      | —      |
|                     | Chunta Aragonesista (CHA)                          | 1      | —      | —      | —      | —      |
| Total de concejales | Total de concejales                                | 7      | 7      | 7      | 7      | 7      |